# 滝川忠暁
滝川 忠暁（たきがわ ただあき）は、江戸時代中期から後期の尾張藩士、年寄（家老）。
通称は刑部、彦次郎、権十郎。官位は従五位下豊後守。

## 経歴
小折生駒家（4000石）の当主で尾張藩年寄を務めた生駒周房の次男に生まれた。安永2年（1773年）末、家禄2000石余を領する滝川忠厚が嗣子なく没するに当たり、16歳の忠暁が忠厚の娘婿に入って末期養子に迎えられたが、家禄のうち700石を収公され、1300石余のみの相続を許された。
滝川家は名古屋城の普請奉行、尾張藩の年寄を務めて中島郡稲島に6000石を領した滝川忠征の後裔で、大寄合の格式を有する家老格の重臣であったが、末期養子による相続を繰り返して家禄を減らし、家格を寄合に落としていた。家督を相続した忠暁も普請組寄合に入れられたが、幼少の頃から秀才として知られ、よく学問を修めた。
天明4年（1784年）、大番頭に就任し、6年（1786年）、用人に登用された。藩主徳川宗睦は、先々代の宗春が幕府と対立して失脚して跡を継いだ父宗勝以来藩主の権限が御附家老の成瀬氏・竹腰氏に制限されていることを憂い、忠暁を抜擢して天明8年（1788年） に江戸定詰を命じ、世子治行附を兼務させた。忠暁は宗睦の信任を受けて翌寛政元年（1789年）に御部屋用人の兼務を命ぜられて宗睦の側近となり、3年（1791年）に御側同心頭（側用人）を経て、6年（1794年）に年寄に昇任した。宗睦は政務を執るに当たってまず忠暁に相談して裁決し、忠暁は宗睦の意を体して職務を遂行したので、尾張藩の政権は藩主の信任を受けた忠暁の一身に帰するようになったという。
年寄就任に当たって700石を足高を加えられ、寛政8年（1796年）に500石、10年（1798年）に500石を加増の上、3063石余を世禄として世襲することを許された。寛政11年（1799年）、宗睦が死去して一橋徳川家から養子に迎えられた幼少の徳川斉朝が藩主となるが、忠暁は引き続き江戸詰めの年寄として斉朝に仕え、寛政12年（1800年）、陪臣叙爵にあずかって従五位下豊後守に叙任された。
享和3年（1803年）、500石を加増されたのを機に、願い出て先祖滝川忠征の所領であった稲島を所領との交換で拝領した。文化6年（1809年）、さらに500石を加増されて4063石余となる。翌7年（1810年）、江戸詰めを解かれて22年ぶりに名古屋に帰り、9年（1812年）、在所稲島の滝川忠征屋敷（稲島城）跡に下屋敷を再建した。稲島領主としては、文政11年（1814年）に大江川（宮田用水）の定井を改修して智源寺立切を設け、用水と治水を改善したことで長く功績を称えられた。
文政6年（1823年）、病により致仕し、隠居料として月俸70人扶持（蔵米350俵）を与えられた。隠居に当たって願い出て世禄4063石余を分割し、嫡男忠據が3063石余、五男忠貫が1000石を相続した。
文政7年（1824年）、病のため死去した。